# Тероне (Салерно)
Тероне је насеље у Италији у округу Салерно, региону Кампанија.
Према процени из 2011. у насељу је живело 52 становника. Насеље се налази на надморској висини од 55 м.